# Shana Sweitzer
Shana Sweitzer (2 febbraio 1974) è un'ex sciatrice alpina statunitense.

## Biografia
La Sweitzer, specialista delle prove veloci originaria di Government Camp, debuttò in campo internazionale in occasione dei Mondiali juniores di Maribor 1992; in Coppa del Mondo esordì il 2 dicembre 1994 a Vail in discesa libera (38ª), ottenne il miglior piazzamento il 10 dicembre successivo a Lake Louise nella medesima specialità (34ª) e prese per l'ultima volta il via il 1º dicembre 1996 a Lake Louise in supergigante, senza completare la prova. In Nor-Am Cup conquistò l'ultima vittoria il 6 dicembre 1996 ancora a Lake Louise in discesa libera e l'ultimo podio il 30 gennaio 1997 a Sugarloaf nella medesima specialità (3ª); si ritirò al termine di quella stessa stagione 1996-1997 e la sua ultima gara fu lo slalom speciale di Nor-Am Cup disputato il 29 marzo a Mont-Tremblant/Mont Garceau, non completato dalla Sweitzer. Non prese parte a rassegne olimpiche o iridate.

## Palmarès

### Nor-Am Cup
- Miglior piazzamento in classifica generale: 2ª nel 1997
- 6 podi (dati dalla stagione 1994-1995):
  - 2 vittorie
  - 2 secondi posti
  - 2 terzi posti

#### Nor-Am Cup - vittorie
| Data            | Località    | Paese  | Specialità |
| --------------- | ----------- | ------ | ---------- |
| 5 dicembre 1996 | Lake Louise | Canada | DH         |
| 6 dicembre 1996 | Lake Louise | Canada | DH         |

Legenda:

DH = discesa libera

### Far East Cup
- 2 podi (dati dalla stagione 1994-1995):
  - 1 secondo posto
  - 1 terzo posto

### Campionati statunitensi
- 1 medaglia (dati dalla stagione 1994-1995):
  - 1 argento (discesa libera nel 1995)